# Драгун, Василий Михайлович
Василий Михайлович Драгун (28 февраля [12 марта] 1898, Цирин, Минская губерния — 7 декабря 1961, Москва) — советский военный деятель, генерал-майор т/в (Постановление СНК СССР № 936 от 01.09.1943).

## Биография
Родился 28 февраля (12 марта) 1898 года в местечке Цирин Циринской волости Новогрудского уезда Минской губернии (ныне агрогородок Цирин в Кореличском районе Гродненской области) в семье рабочих. Белорус.
Образование. Окончил городское высшее начальное училище (1912), военно-политические курсы при политотделе 12-й армии (январь — июль 1920), военно-инженерные КУКС (1925—1926), инженерно-командный факультет Военной академии механизации и моторизации РККА им. И. В. Сталина (1931—1936). Владел английским языком.

### Военная служба
В мае — июне 1919 года — красноармеец 1-го Киевского запасного стрелкового полка. С июня по октябрь 1919 года — красноармеец 126-го стрелкового полка 14-й стрелковой дивизии. С октября 1919 года красноармеец комендантской команды 168-го этап 12-й армии.
С января по июль 1920 года — курсант военно-политических курсов 12-й армии. В июле — сентябре 1920 года — политрук роты 517-го стрелкового полка. С сентября 1920 года — политрук дивизионной школы 7-й стрелковой дивизии. С мая 1921 года военный комиссар батальона связи 7-й стрелковой дивизии. С октября 1921 года военный комиссар 14-й роты 7-й стрелковой дивизии. С февраля 1922 года — военный комиссар инженерной школы младшего командного состава 7-й стрелковой дивизии. С июля 1922 года — военный комиссар 314-й сапёрной роты 7-й стрелковой дивизии. С августа 1923 года военный комиссар 14-й сапёрного батальона 14-го стрелкового корпуса.
С сентября 1925 года — слушатель высших инженерных Курсов командного состава РККА Ленинградской высшей инженерной школы.
С сентября 1926 года — начальник отдела военного склада № 78. С октября 1927 года — помощник начальника военного склада № 78. С июня 1929 года помощник начальника Военно-технического отдела Управления снабжения штаба Приволжского ВО.
С мая 1931 года слушатель факультета механизации и моторизации в Технической академии им. Дзержинского. С августа 1932 года слушатель ВАММ им. Сталина.
С января 1937 года состоял в распоряжении Разведывательного управления РККА. С октября 1938 года — помощник начальника 11-го отдела Разведуправления РККА. С мая 1939 года помощник начальника 10-го отдела 5-го (разведывательное) управления РККА. С августа 1940 года заместитель начальника отдела внешних сношений Разведуправления Генштаба КА.

#### Великая Отечественная война
С июня 1941 года заместитель начальника, а июля 1941 года — начальник 5-го отдела Разведуправления Генштаба КА. Член советской военной миссии в Великобритании и США (группа генерала Ф. И. Голикова) (июль — сентябрь 1941 года). С февраля 1942 года начальник 2-го отдела Разведуправления Генштаба КА. С июля 1942 года. находился в резерве Главного Разведуправления (ГРУ) Генштаба КА. На декабрь 1943 года и февраль 1944 года в распоряжении ГРУ Генштаба КА. Заместитель главы военной миссии СССР в Великобритании (1942—1943), во Франции и Италии (1944—1945). Представлен к награде в январе 1943 «за отличную организацию стратегической разведки на территории врага».
С марта 1944 г. стажировался в должности заместителя командира 8-го гв. механизированного корпуса.
С 16 июля 1944 года стажировался в должности заместителя начальника штаба 11-й гв. армии.

#### После войны
Исключён (2.1947) из партии за «служебные нарушения». Умер 7 декабря 1961 года в Москве. Урна с прахом установлена в колумбарии Донского кладбища.

#### Воинские звания
Капитан (1936), майор (1938), полковник (20.02.1940), ген.-майор т/в (Постановление СНК СССР № 936 от 01.09.1943).

## Награды
- Орден Ленина (21.02.1945)[2]
- пять орденов Красного Знамени (20.01.1943, 02.09.1944, 03.11.1944, 01.09.1945, 20.06.1949)[3]
- орден Отечественной войны I степени (27.06.1945)[4]
- Медаль «XX лет РККА» (1938)
- Медаль «За оборону Москвы» (04.04.1945)[5],
- Медаль «За победу над Германией в Великой Отечественной войне 1941—1945 гг.» (09.05.1945),
- Медаль «В память 800-летия Москвы» (1947),
- Юбилейная медаль «30 лет Советской Армии и Флота» (1948),
- Орден Белого льва III степени (Чехословакия).

## Память
- На могиле установлен надгробный памятник
- Его имя увековечено в Главном Храме Вооружённых сил России, и навсегда запечатлено на мемориале «Дорога памяти»